# Solea capensis
A Solea capensis a csontos halak (Osteichthyes) főosztályának a sugarasúszójú halak (Actinopterygii) osztályába, ezen belül a lepényhalalakúak (Pleuronectiformes) rendjébe és a nyelvhalfélék (Soleidae) családjába tartozó faj.

## Előfordulása
A Solea capensis Dél-Afrika, Atlanti-óceán-i vízeiben található meg. A Kongói Köztársasághoz tartozó Pointe-Noire-nál, csak egyszer fedezték fel.

## Életmódja
Ez a hal, szubtrópusi állat, amely a tengerfenéken él.